# Dessalines (gemeente)
Dessalines (Haïtiaans-Creools: Desalin) is een stad en gemeente in Haïti met 182.000 inwoners. De plaats ligt in de Artibonitevallei, 29 km ten zuidoosten van de stad Gonaïves. Het is de hoofdplaats van het gelijknamige arrondissement in het departement Artibonite.

## Geschiedenis
De plaats is genoemd naar de Franse naam van keizer Jacob I van Haïti, Jean-Jacques Dessalines. Na de Haïtiaanse Revolutie was het even de hoofdstad van het land. Rondom Dessalines werd toen een aantal forten gebouwd, om het land te verdedigen tegen een eventuele terugkomst van de Fransen. De meeste hiervan zijn nog in goede staat. De forten zijn:
- Fort Fin-du-Monde
- Fort Doko
- Fort Innocent
- Fort Madame
- Fort Décidé
- Fort Culbuté

## Moderne tijd
In Dessalines wordt koffie, katoen, limoenen en rijst verbouwd. Verder wordt er vee gehouden, en vindt er de verwerking van hout plaats.
De gemeente ontvangt veel internationale steun. In 1986 is het Claire Heureuse-ziekenhuis geopend.

## Bevolking
In 2009 had de gemeente 165.424 inwoners, in 2003 werden 127.529 inwoners geteld. Dit komt neer op een stijging van 4,4% per jaar.
Van de bevolking woont 16% in de dorpskernen en 84% in ruraal gebied. 50,3% van de bevolking is mannelijk. 44% van de bevolking is jonger dan 18 jaar.

## Indeling
De gemeente bestaat uit de volgende sections communales:
| Nr. | Naam                        | Km²    | Inw.2015 |
| --- | --------------------------- | ------ | -------- |
| 1   | Villars                     | 38,41  | 29.972   |
| 2   | Fosse Naboth (of: Duvallon) | 63,12  | 31.587   |
| 3   | Ogé                         | 110,33 | 67.941   |
| 4   | Poste Pierrot               | 97,18  | 21.378   |
| 5   | Fiéfé (of: Petit Cahos)     | 46,06  | 11.482   |
| 6   | La Croix (of: Grand Cahos)  | 119,19 | 19.543   |